# Pterygophyllum sublimbatum
Pterygophyllum sublimbatum là một loài Rêu trong họ Hookeriaceae. Loài này được (Müll. Hal.) Mitt. mô tả khoa học đầu tiên năm 1885.